# Chiesa di San Stanislao Kostka
La chiesa di San Stanislao Kostka o della Madonna del Lume è un edificio di culto situato nel centro storico di Palermo. Ubicata nei pressi di Porta Guccia e il Bastione d'Aragona, alle spalle dell'odierno Palazzo di Giustizia, nel rione del Capo, mandamento Monte di Pietà. Faceva parte di un vasto complesso che comprendeva anche il convento in cui i Gesuiti compivano il loro noviziato, qui i giovani religiosi ricevevano la loro prima formazione teologica, classica, scientifica e filosofica fino al quarto voto.

## Storia

### Epoca spagnola
La primitiva costruzione fu fondata il 15 agosto 1591, su progetto di Natale Masuccio, architetto messinese già attivo nel cantiere della chiesa del Gesù di "Casa Professa" e nella maggior parte di tutte le altre sedi della compagnia in Sicilia. Edificio sorto originariamente con dimensioni ridotte quale cappella della casa conventuale del noviziato dei Gesuiti, in seguito perfezionato, ampliato e dotato di cappelle.
Fu consacrata nel 1699 da Asdrubale Termini, vescovo della diocesi di Siracusa. Nel 1704 è attivo ne cantiere Giuseppe Diamante per lavori di completamento della facciata e dell'interno. Dal 1763 al 1765 fu realizzata la decorazione a stucchi dell'interno sostituendo gli affreschi ad elementi architettonici di Andrea Palma e gli ornati del Diamante.

### Epoca borbonica
Dopo l'espulsione e soppressione della Compagnia di Gesù del 1767 le strutture del noviziato furono destinate a quartiere militare borbonico. Col ripristino della compagnia il 30 luglio 1814 per volere di Papa Pio VII, i religiosi rientrarono in possesso solo della chiesa. Durante i moti palermitani della rivoluzione siciliana del 1848 il noviziato - quartiere militare fu distrutto.

### Epoca contemporanea
- 1953, La chiesa è elevata a parrocchia.

## Facciata
Il frontespizio caratterizzato da quattro lesene, ripartito su due ordini inframezzati da un cornicione marcapiano, è realizzato con pietre di intaglio, presenta busti di santi gesuiti in ricche cornici in stile rococò che delimitano un grande finestrone centrale, sopra il portale è collocato il medaglione sostenuto da angeli raffigurante San Stanislao Kostka, opera di Giacomo Pennino del 1725. Chiude la prospettiva superiore un timpano triangolare sormontato da gruppo scultoreo, corona e croce apicale. Nicchie e vani quadrati con cornici completano il livello dell'ingresso.

## Interno
La volta a botte della navata unica fu decorata da Gaspare Firriolo e Vittorio Perez nel 1763 con i Simboli Eucaristici e l'Arca dell'Alleanza.

### Navata destra
- Prima campata: Cappella dell'Immacolata Concezione. Altare decorato a stucco con colonne tortili, progettato probabilmente da Paolo Amato. Nella nicchia è collocata la statua raffigurate l'Immacolata Concezione, opera realizzata da Giuseppe Palumbo nel 1686, delimitata dalle figure della Verginità e della Fortitudine. Gli affreschi alle pareti irrimediabilmente compromessi, sono opera di Antonio Grano, gli stucchi con le candelabra delle lesene, i putti accosciati sulle cimase, e la figura del Padre Eterno sul frontone riconducono alla celebre scuola di Giacomo Serpotta.
- Seconda campata: Cappella di San Stanislao.[2] In una teca posta sotto l'altare ligneo decorato a stucco con motivi marmorei, è custodita la statua in marmi bicromi raffigurante San Stanislao, opera di Giacomo Pennino realizzata nel 1729. Sulla parete la tela raffigurante la Vergine e San Stanislao. Le pareti laterali sono decorate con stucchi che illustrano episodi della vita del Santo.
- Terza cappella: Cappella di San Francesco Saverio.[2] Altare in marmi mischi con colonne tortili realizzato nel 1666 da Francesco Scuto con interventi successivi di Vincenzo D'Aurelio, Paolo e Gerardo Castelli e affreschi di Antonio Grano. Oggi nell'ambiente è custodita la vara processionale della Madonna del Lume realizzata da Francesco Pisciotta nel 1905.

### Navata sinistra
- Prima campata: Cappella del Santissimo Crocifisso.[2] L'ambiente è dominato dalla scultura in legno del Crocifisso collocato su un reliquiario a parete riccamente decorato. Ai piedi del Crocifisso le statue in stucco della Vergine Maria e di San Giovanni Evangelista, opere, insieme alla decorazione, di Giuseppe Palumbo del 1686. Sulle mensole aggettanti del timpano sono collocati due angeli dolenti, ai piedi della croce un cofanetto di legno e vetro custodisce il teschio di San Clemente Martire. Le pareti laterali e la volta della cappella sono state affrescate da Antonio Grano nel 1687 col Compianto sul Cristo Morto, Ascesa al Calvario, sulla volta Trinità col Cristo Morto.
- Seconda campata: Cappella della Madonna del Lume.[2] Ingresso sacrestia. Sul varco è collocato il quadro raffigurante la Madonna del Lume, copia del piccolo dipinto ovoidale originale. Ai lati due quadroni in stucco raffiguranti Santa Rosalia condotta dagli Angeli nella Grotta della Quisquina e Santa Rosalia che incide l'iscrizione nella Grotta, opere di Bartolomeo Sanseverino. Nella parete sinistra è presente il sepolcro di Ottavio e Lorenzo Lombardi.
- Terza campata: Cappella di Sant'Ignazio.[2] Sontuoso altare in marmi mischi, tramischi sormontato da colonne tortili affiancate da cariatidi, su disegno di Paolo Amato e realizzato da Francesco e Gerardo Scuto. Nell'edicola è collocata la pala raffigurante Sant'Ignazio di Loyola con San Luigi Gonzaga e San Stanislao Kostka. Ai lati campeggiano due altorilievi in marmo raffiguranti Sant'Ignazio nella grotta e l'Apparizione della Trinità a Sant'Ignazio. Somo documentati interventi di Giovanni Battista Ragusa, Baldassare Pampillonia, Giovan Battista Ferrera e Pietro Nucifora.

### Altare maggiore
Il cappellone è documentato ricoperto da lamine d'argento. Coi successivi interventi la decorazione a stucchi della volta del presbiterio è opera di Bartolomeo Sanseverino con la raggiera e il calice, le due allegorie della Carità e dell'Ospitalità. Il ciclo comprende il Padre Eterno, circondato dai simboli degli evangelisti, l'Agnus Dei, i simboli dell'Eucaristia, quattro medaglioni raffiguranti i profeti e sacerdoti del Vecchio Testamento, e ancora conchiglie, stelle, ghirlande, palme, intrecci e i simboli del sacerdozio.
Alle pareti affreschi in ampie cornici, in quella centrale è raffigurata l'Ultima Cena, ai lati Allegorie femminili, opere di Gaetano Mercurio del 1770c.

## Noviziato
Sontuoso noviziato destinato alla prima formazione dei fratelli e dei padri Gesuiti. Si trattava del più grande edificio Gesuitico della città.
Dopo l'espulsione e soppressione della Compagnia di Gesù del 1767 le strutture del noviziato furono destinate a quartiere militare borbonico. Durante i moti della rivoluzione siciliana del 1848 il noviziato - quartiere militare fu assaltato e distrutto.

## Confraternita
1736 Confraternita della Madonna del Lume al Noviziato

## Tela della Passione
- Tela della Passione, opera custodita nel Museo Diocesano di Palermo.

## Feste religiose
- Festa della Madonna del Lume, ultima domenica di luglio.